# راي ألدر
راي ألدر (بالإنجليزية: Ray Alder)‏ هو مغني أمريكي، ولد في 20 أغسطس 1967.

## معرض صور

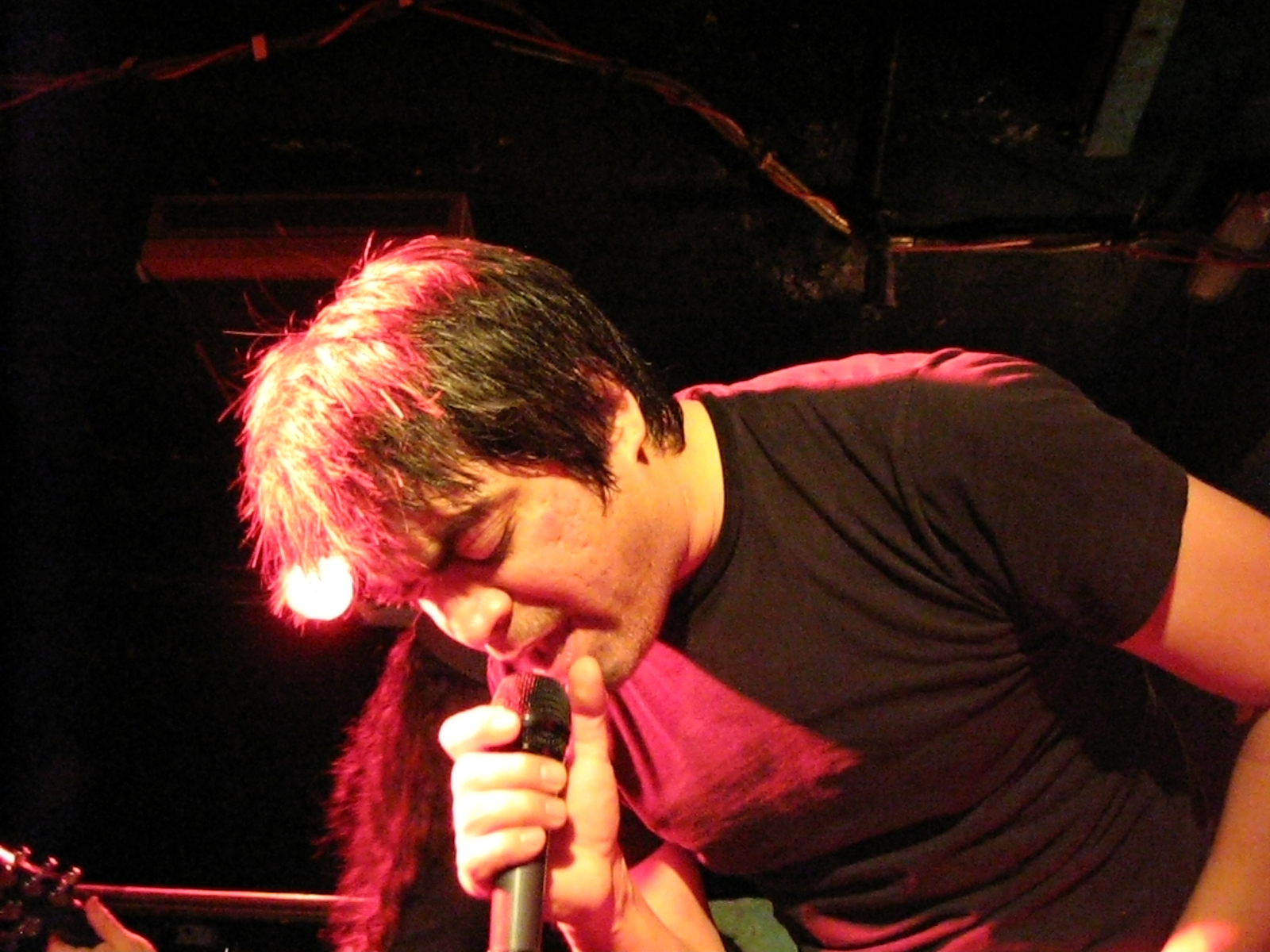
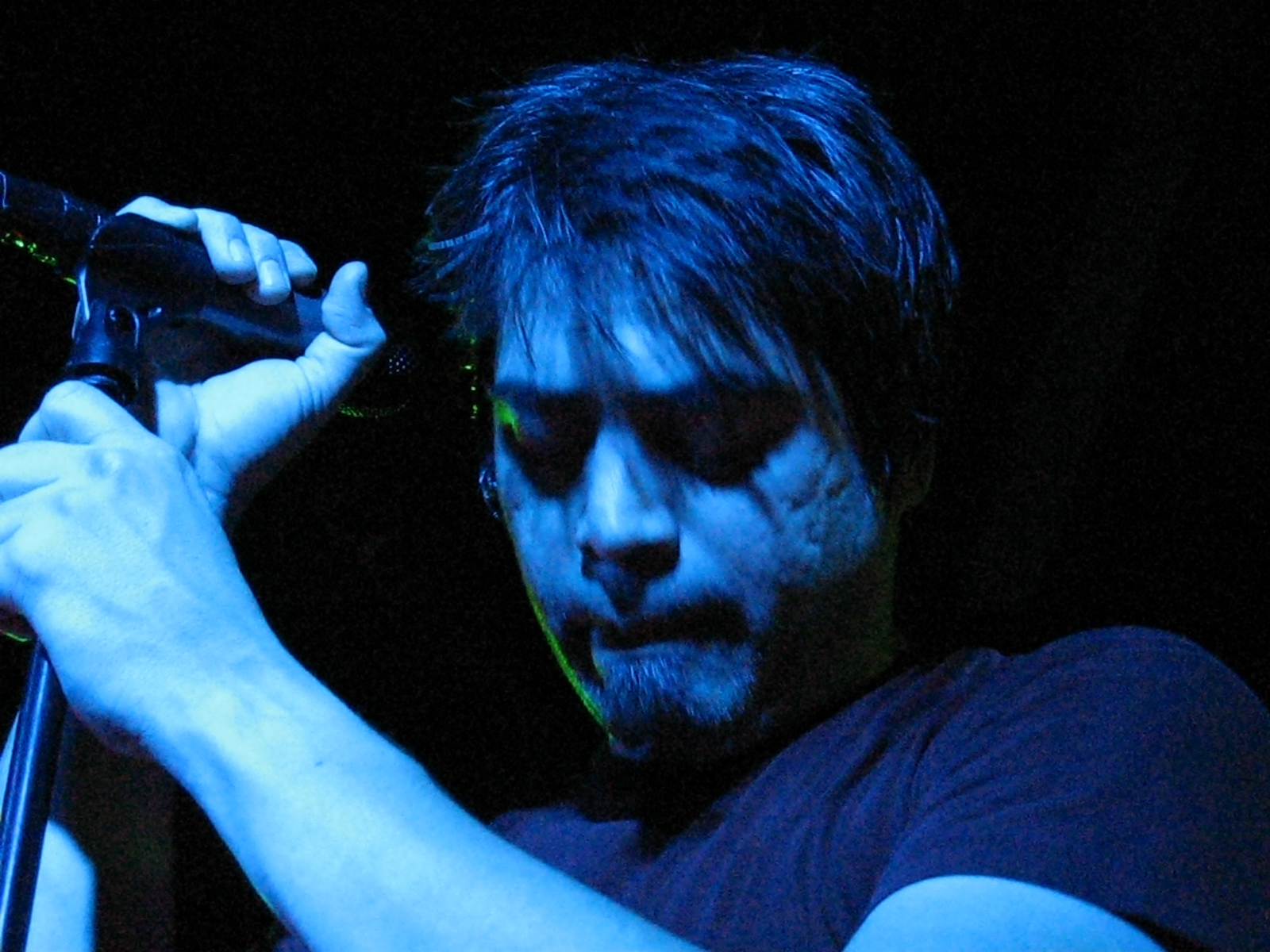
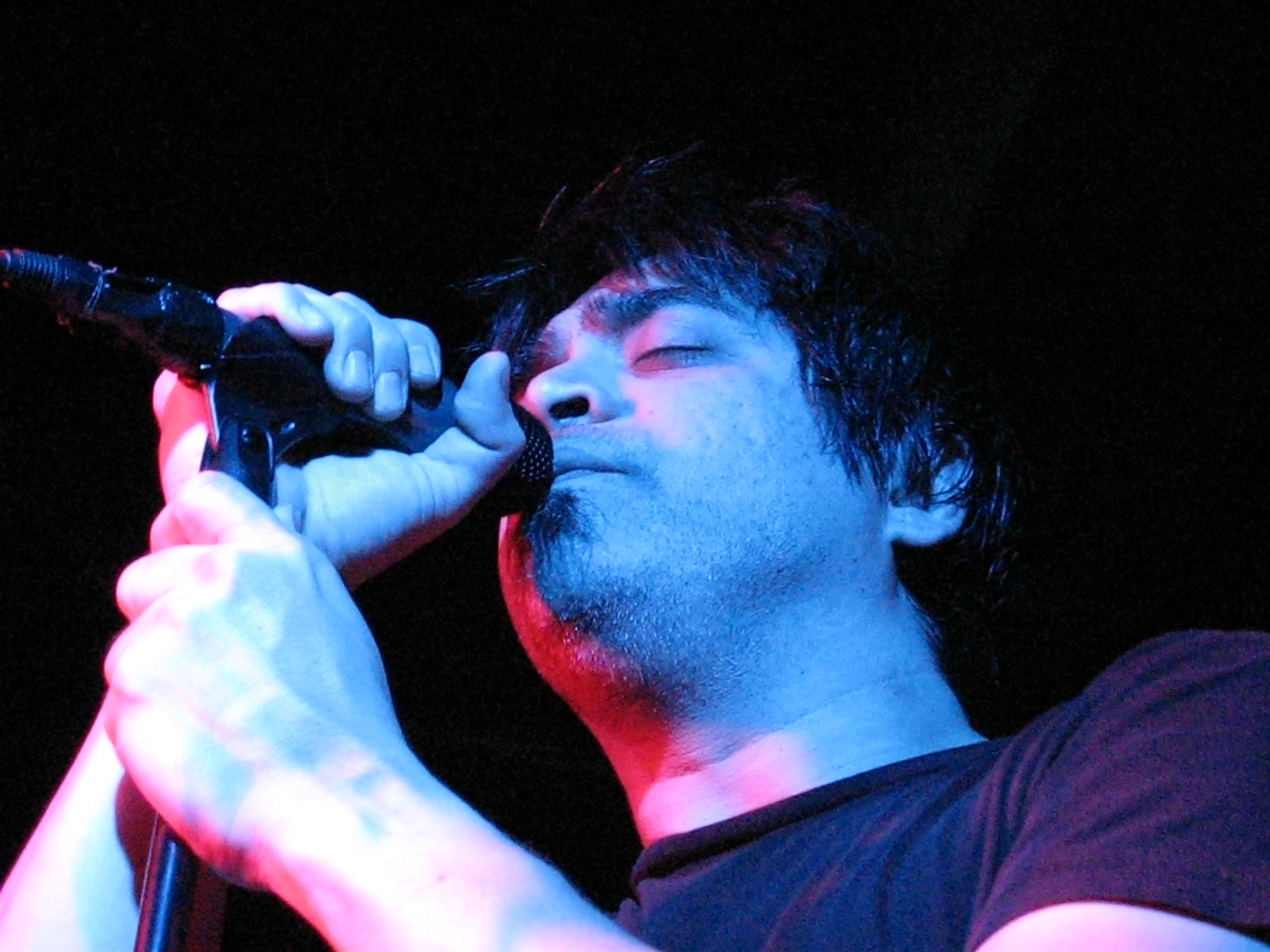

## وصلات خارجية
- راي ألدر على موقع ميوزك برينز (الإنجليزية)
- راي ألدر على موقع أول ميوزيك (الإنجليزية)
- راي ألدر على موقع ديسكوغز (الإنجليزية)